# Oecothea pakistanica
Oecothea pakistanica är en tvåvingeart som först beskrevs av Okadome 1991.  Oecothea pakistanica ingår i släktet Oecothea och familjen myllflugor.
Artens utbredningsområde är Pakistan. Inga underarter finns listade i Catalogue of Life.